# Хајндман (Кентаки)
Хајндман (енгл. Hindman) град је у америчкој савезној држави Кентаки.

## Демографија
По попису из 2010. године број становника је 777, што је 10 (-1,3%) становника мање него 2000. године.
| Група             | 2000.       | 2010.       |
| Белци             | 761 (96,7%) | 761 (97,9%) |
| Афроамериканци    | 0 (0,0%)    | 0 (0,0%)    |
| Азијати           | 0 (0,0%)    | 0 (0,0%)    |
| Хиспаноамериканци | 10 (1,3%)   | 7 (0,9%)    |
| Укупно            | 787         | 777         |